# Estratificación cruzada

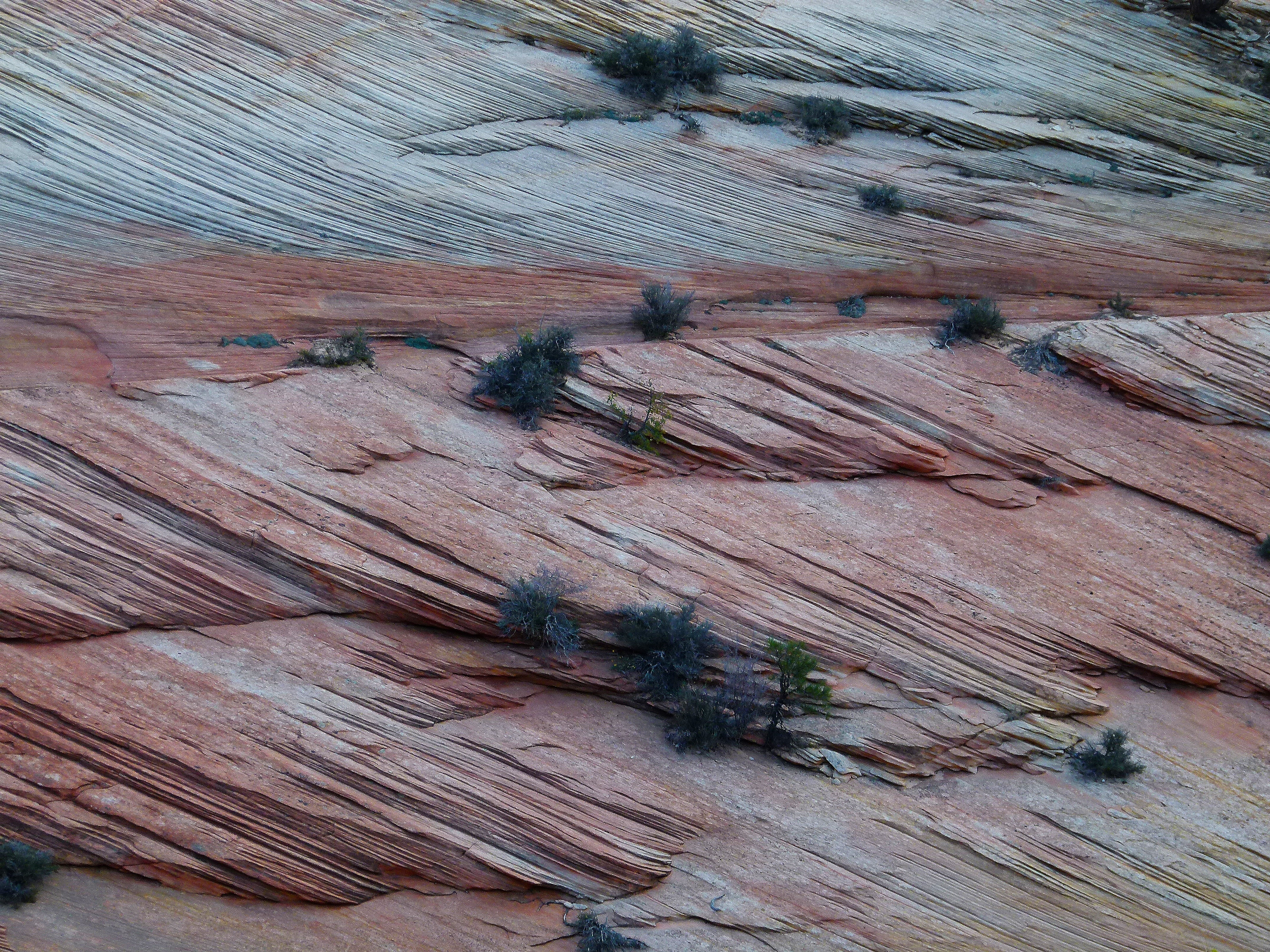
Ejemplo de laminación cruzada en el Parque Nacional Zion, Utah (Estados Unidos)

En geología, la estratificación o laminación cruzada es una forma de estratificación en un ángulo diferente con respecto a un estrato plano principal. Las estructuras sedimentarias resultantes son unidades horizontales compuestas de capas inclinadas. En estos casos la estratificación de depósito original está inclinada pero tal inclinación no es el resultado de la deformación posposicional. Los lechos cruzados o "conjuntos" son los grupos de capas inclinadas, que se conocen como estratos cruzados. 
La estratificación cruzada se forman durante la deposición superficies inclinadas de roca madre tales como ondulitas o rizaduras y dunas; estas indica que el ambiente de depósito contenía un medio que fluía (agua o viento). Ejemplos de estos lechos son las ondulitas, dunas, antidunas, olas de arena, montículos, barras y pendientes del delta. Los entornos en los que el movimiento del agua es lo suficientemente rápido y profundo como para desarrollar formas de roca madre a gran escala se dividen en tres grupos naturales: ríos, entornos costeros y entornos marinos dominados por mareas.

## Importancia
Los lechos-cruzados pueden decirle a los geólogos mucho sobre cómo era un área en la antigüedad. La dirección en que se sumergen los lechos indica paleocorriente, la dirección aproximada del transporte de sedimentos. El tipo y la condición de los sedimentos pueden indicar a los geólogos el tipo de ambiente (redondeo, clasificación, composición) El estudio de los análogos modernos permite a los geólogos sacar conclusiones sobre entornos antiguos. La paleocorriente se puede determinar al ver una sección transversal de un conjunto de lechos transversales. Sin embargo, para obtener una lectura verdadera, el eje de los lechos debe ser visible. También es difícil distinguir entre los lechos cruzados de una duna y los lechos cruzados de una antiduna . (Las dunas se sumergen aguas abajo mientras que las antidunas se sumergen aguas arriba. )
La dirección del movimiento de los lechos transversales puede mostrar antiguas direcciones de flujo o viento (llamadas paleocorrientes). Los bosques se depositan en el ángulo de reposo (~ 34 grados desde la horizontal), por lo que los geólogos pueden medir la dirección de inmersión de los sedimentos de lecho cruzado y calcular la dirección del flujo de paleoflujo. Sin embargo, la mayoría de las capas transversales no son tabulares, son canales [cita requerida]   . Dado que los canales pueden dar una variación de 180 grados de la caída de los bosques, se pueden tomar falsas paleocorrientes midiendo ciegamente los bosques. En este caso, la verdadera dirección paleocorriente está determinada por el eje del canal. La dirección paleocorriente es importante para reconstruir los patrones climáticos y de drenaje pasados: las dunas de arena preservan las direcciones predominantes del viento, y las ondas actuales muestran la dirección en que se movían los ríos. 

## Formación

Formación de una estratificación cruzada por el flujo eólico o hidrodinámico.

El lecho cruzado está formado por la migración aguas abajo de formas de lecho como ondas o dunas en un fluido que fluye. El flujo de fluido hace que los granos de arena salinen por el lado grueso (aguas arriba) de la cama y se acumulen en el pico hasta alcanzar el ángulo de reposo. En este punto, la cresta de material granular ha crecido demasiado y será superada por la fuerza del agua en movimiento, cayendo por el lado de sotavento (aguas abajo) de la duna. Las avalanchas repetidas eventualmente formarán la estructura sedimentaria conocida como lecho cruzado, con la estructura sumergida en la dirección de la paleocorriente. 
El sedimento que pasa a formar estratificación cruzada generalmente se clasifica antes y durante la deposición en el lado "sotavento" de la duna, lo que permite reconocer los estratos cruzados en rocas y depósitos de sedimentos.
El ángulo y la dirección de los lechos cruzados son generalmente bastante consistentes. Los lechos transversales individuales pueden variar en grosor desde solo unas pocas decenas de centímetros, hasta cientos de metros o más, dependiendo del entorno de depósito y el tamaño del lecho. El lecho cruzado puede formarse en cualquier entorno en el que un fluido circule sobre un lecho con material móvil. Es más común en depósitos de corrientes (que consisten en arena y grava), áreas de mareas y en dunas eólicas . 

### Patrones internos de clasificación
Los sedimentos de lecho cruzado se reconocen en el campo por las numerosas capas de " bosques ", que son la serie de capas que se forman en el lado aguas abajo o sotavento de la forma de lecho (ondulación o duna). Estos bosques son individualmente diferenciables debido a la separación a pequeña escala entre capas de material de diferentes tamaños y densidades. 
El lecho cruzado también se puede reconocer por truncamientos en conjuntos de bosques ondulados, donde los depósitos de corriente previamente existentes se erosionan por una inundación posterior, y se depositan nuevas formas de lecho en el área fregada. 

### Geometrías
Las camas cruzadas se pueden subdividir de acuerdo con la geometría de los conjuntos y los estratos cruzados en subcategorías. Los tipos más comúnmente descritos son las camas tabulares y las camas cruzadas. El lecho cruzado tabular o el lecho plano consiste en unidades de lecho cruzado que son extensas horizontalmente en relación con el grosor establecido y que tienen superficies de límite esencialmente planas. El lecho cruzado del canal, por otro lado, consiste en unidades de lecho cruzado en las que las superficies delimitadas son curvas y, por lo tanto, están limitadas en extensión horizontal.  

#### Lechos cruzados tabulares (planas)
Los lechos cruzados tabulares (planos) consisten en unidades de lecho cruzado que son grandes en extensión horizontal en relación con el espesor establecido y que tienen superficies de delimitación esencialmente planas. Las láminas del bosque de lechos transversales tabulares están curvadas para volverse tangenciales a la superficie basal.
El lecho cruzado tabular se forma principalmente por la migración de ondas y dunas de cresta recta a gran escala. Se forma durante los regímenes de flujo más bajo. El espesor de las camas individuales varía desde unas pocas decenas de centímetros hasta un metro o más, pero se ha observado un espesor de cama de hasta 10 centímetros. Cuando la altura establecida es inferior a 6 centímetros y las capas de estratificación cruzada tienen solo unos pocos milímetros de grosor, se utiliza el término laminación cruzada, en lugar de camas cruzadas. Los conjuntos de lecho cruzado ocurren típicamente en sedimentos granulares, especialmente arenisca, e indican que los sedimentos se depositaron como ondas o dunas, que avanzaron debido a una corriente de agua o aire.

#### Lechos cruzados transversales
Los lechos cruzados son capas de sedimentos que están inclinados en relación con la base y la parte superior del lecho con el que están asociados. Los lechos cruzados pueden decirle a los geólogos modernos muchas cosas sobre los entornos antiguos, como el entorno de depósito, la dirección del transporte de sedimentos (paleocorriente) e incluso las condiciones ambientales en el momento de la deposición. Por lo general, las unidades en el registro de rocas se denominan lechos, mientras que las capas constituyentes que forman el lecho se denominan láminas, cuando son menos de 1   cm de espesor y estratos cuando son mayores de 1   cm de espesor. Las camas cruzadas están en ángulo con respecto a la base o la parte superior de las camas circundantes. A diferencia de las camas anguladas, las camas transversales se depositan en ángulo en lugar de depositarse horizontalmente y se deforman más adelante. Las camas transversales tienen superficies inferiores que son curvas o en forma de cuchara y truncan las camas subyacentes. Las camas del bosque también son curvas y se fusionan tangencialmente con la superficie inferior. Están asociados con la migración de dunas de arena.

### Sedimento
La forma de los granos y la clasificación y composición de los sedimentos pueden proporcionar información adicional sobre la historia de los lechos cruzados. La redondez de los granos, la variación limitada en el tamaño de grano y los altos contenidos de cuarzo generalmente se atribuyen a historias más largas de meteorización y transporte de sedimentos. Por ejemplo: la arena bien redondeada y bien clasificada que está compuesta principalmente de granos de cuarzo se encuentra comúnmente en entornos de playa, lejos de la fuente del sedimento. Los sedimentos mal ordenados y angulares que se componen de una diversidad de minerales se encuentran más comúnmente en los ríos, cerca de la fuente del sedimento. Sin embargo, los depósitos sedimentarios más antiguos son frecuentemente erosionados y re-movilizados. Por lo tanto, un río puede erosionar una formación más antigua de arenas de playa bien redondeadas y bien clasificadas de cuarzo casi puro. 

## Ambientes

### Ríos
Los flujos se caracterizan por el clima (nieve, lluvia y derretimiento del hielo) y gradiente. Las variaciones de descarga medidas en una variedad de escalas de tiempo pueden cambiar la profundidad y la velocidad del agua. Algunos ríos pueden caracterizarse por un hidrograma predecible controlado por la estación (que refleja el deshielo o la temporada de lluvias). Otros están dominados por variaciones duraderas características de la escorrentía de glaciares alpinos o tormentas aleatorias, que producen descargas llamativas. Pocos ríos tienen un registro a largo plazo de flujo constante en el registro de rocas.
Las formas de lecho son cuerpos de almacenamiento de sedimentos relativamente dinámicos con tiempos de respuesta cortos en relación con los cambios importantes en las características del flujo. Las formas de lecho a gran escala son periódicas y ocurren en el canal (escaladas a profundidad). Su presencia y variabilidad morfológica se han relacionado con la fuerza del flujo expresada como velocidad media o esfuerzo cortante.
En un entorno fluvial, el agua en una corriente pierde energía y su capacidad de transportar sedimentos. El sedimento "cae" fuera del agua y se deposita a lo largo de una barra de puntos. Con el tiempo, el río puede secarse o agitarse y la barra de puntos puede conservarse como lecho cruzado. 

### Dominado por la marea
Los ambientes dominados por las mareas incluyen: 
- Los cuerpos de agua costeros que están parcialmente encerrados por la topografía, sin embargo, tienen una conexión gratuita con el mar.
- Líneas costeras que tienen un rango de marea de más de un metro.
- Áreas en las que el volumen de escorrentía de agua es bajo en relación con el volumen corriente o el impacto.

En general, cuanto mayor es el rango de marea, mayor es la fuerza de flujo máxima. La estratificación cruzada en áreas dominadas por mareas puede conducir a la formación de estratificación cruzada en espiga . 
Aunque la dirección del flujo se invierte regularmente, los patrones de flujo de inundación en las corrientes de reflujo generalmente no coinciden. En consecuencia, el agua y el sedimento de transporte pueden seguir una ruta indirecta dentro y fuera del estuario. Esto conduce a sistemas espacialmente variados donde algunas partes del estuario están dominadas por inundaciones y otras partes están dominadas por reflujo. La variabilidad temporal y espacial del flujo y el transporte de sedimentos, junto con los niveles de agua fluctuantes regulares crean una variedad de morfología de forma de lecho.

### Marinos poco profundos
Las formas de lecho a gran escala se producen en plataformas continentales poco profundas, terribles o clásicas de carbonato y plataformas epicontinentales que se ven afectadas por fuertes corrientes geosóficas, tormentas ocasionales y / o corrientes de marea.

### Eólico
En un entorno eólico, los lechos cruzados a menudo exhiben clasificación inversa debido a su deposición por los flujos de granos. Los vientos soplan sedimentos a lo largo del suelo hasta que comienzan a acumularse. El lado en el que ocurre la acumulación se llama el lado de barlovento. A medida que continúa creciendo, parte del sedimento cae al final. Este lado se llama el lado de sotavento. Los flujos de granos ocurren cuando el lado de barlovento acumula demasiado sedimento, se alcanza el ángulo de reposo y el sedimento cae. A medida que se acumulan más sedimentos en la parte superior, el peso hace que el sedimento subyacente se cemente y forme lechos cruzados.